# Ставракі Михайло Іванович
Михайло Іванович Ставракі (31 жовтня 1806 — 15 січня 1892) — російський морський офіцер, контр-адмірал.

## Біографія
Народився 19 (31 жовтня) 1806 року в родині дворян із Таврійської губернії. Закінчив Морський кадетський корпус, служив на Чорноморському флоті. Брав участь в російсько-турецькій війні 1828—1829 років. В обороні Севастополя в ході Кримської війни з 23 вересня 1854 року по 27 серпня 1855 року на посаді помічника капітана Севастопольського порту. У 1855 році за відзнаку при обороні Севастополя отримав звання капітана 1-го рангу. Був нагороджений орденом Святої Анни 2-го ступеня з імператорською короною. Був членом Морського вченого комітету і представляв його у Севастополі.

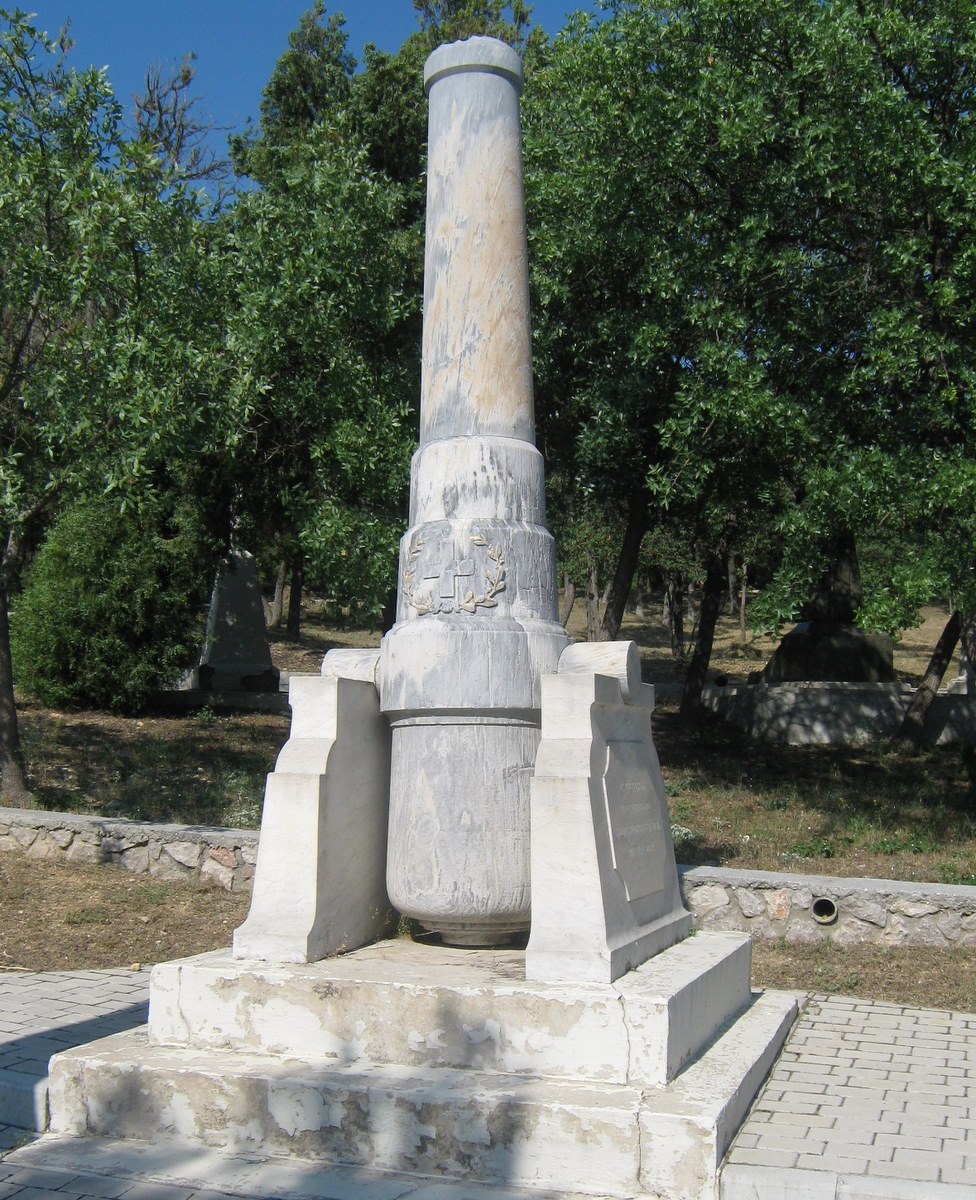
Могила Михайла Ставракі

Помер 3 (15 січня) 1892 року в Севастополі. За заповітом похований на Братському кладовищі. Пам'ятник на могилі — стилізоване зображення морської гармати з мармуру, встановленої на верстаті. Ствол поставлений вертикально, на вертлюжній частині — рельєфний рівносторонній грецький хрест в обрамленні лаврових гілок. Епітафія «Флоту генерал-майор Михайло Іванович Ставракі. Народився 1806 19 жовтня Помер 1892 3 січня». «З 23 вересня 1854 по 27 серпня 1855 перебував при обороні Севастополя. Мир праху твоєму». Згідно з однією з версій, автор проекту пам'ятника — син адмірала, Михайло Ставракі.